# Micromyrtus hexamera
Micromyrtus hexamera là một loài thực vật có hoa trong Họ Đào kim nương. Loài này được (Maiden & Betche) Maiden & Betche mô tả khoa học đầu tiên năm 1916.